# Don Carlos (skuespil)
Don Carlos (tysk: Don Carlos, Infant von Spanien) er et skuespil fra 1787 af den tyske dramatiker Friedrich Schiller. Skuespillet er en historisk tragedie i i fem akter og havde premiere i Hamborg i 1787. Titelpersonen er den spanske tronarving Don Carlos, og skuespillet er løseligt baseret på begivenheder, der foregik under Kong Filip 2.'s regeringstid i 1500-tallets Spanien.
Giuseppe Verdis opera Don Carlos fra 1867 bygger på Schillers skuespil.
| Kunst og kultur | Spire Denne artikel om scenekunst og teater er en spire som bør udbygges. Du er velkommen til at hjælpe Wikipedia ved at udvide den. |